# Баркияху, Мордехай
Баркияху Мордехай (5 марта 1882, Майшягала, Виленской губернии — 8 декабря 1959, Иерусалим) — один из первых врачей Эрец-Исраэль.

## Биография
Борухов Мордехай родился в местечке Майшягала в семье местного раввина Абы-Якова Борухова. Получил традиционное еврейское образование в хедере и иешиве Тельши. Изучал медицину в университетах Берна, Базеля и Цюриха. Получил диплом врача в 1910.
В 1912 эмигрировал в Эрец-Исраэль, работал врачом гимназии «Герцлия» (1912-19). Во время первой мировой войны ушёл добровольцем в турецкую армию, где и работал в качестве врача до 1918.
В 1919 переехал в Иерусалим, где основал для больницы Хадасса кафедру школьной гигиены. Писал статьи в газетах «Хе-Халуц» и в «Ха-Поэль Ха-Цаир». Редактировал журнал «Духовная гигиена».